# La Yuta
La Yuta är en ort i Mexiko.   Den ligger i kommunen Hermosillo och delstaten Sonora, i den nordvästra delen av landet, 1 700 km nordväst om huvudstaden Mexico City. La Yuta ligger 52 meter över havet och antalet invånare är 120.
Terrängen runt La Yuta är platt. Runt La Yuta är det ganska glesbefolkat, med 45 invånare per kvadratkilometer. Närmaste större samhälle är El Pañuelito, 14,1 km norr om La Yuta. Omgivningarna runt La Yuta är i huvudsak ett öppet busklandskap.